# 中華路 (桃園區)
中華路為台灣桃園市桃園區的市區道路之一，方向由東到西。東起中正路口，西接三民路口，全長約600公尺。
此路為雙向一線道路，路上兩旁為各式商店、金融機構及百貨公司。

## 沿線景觀
- 統領百貨桃園店
- 彰化銀行桃園分行
- 桃園縣新聞記者公會
- 合作金庫東桃園分行
- 台北富邦銀行桃園分行
- 京城銀行桃園分行
- 台灣企銀桃園分行